# Аттахамитти-Иншушинак
Аттахамитти-Иншушинак — царь Элама, правил приблизительно в 653 — 648 годах до н. э. Сын Хутран-темпти и, по-видимому, двоюродный брат Те-Уммана. После гибели Те-Уммана захватил власть в Сузах. В своих надписях называет себя «царём Аншана и Суз». Аттахамити-Иншушинак был предпоследним законным царём Элама и одновременно последним, о котором сохранились собственно эламские сведения. Ассирийские документы ничего не сообщают о нём, однако в них фигурирует (и то лишь однажды) некий Аттамету, начальник стрелков, известное и влиятельное лицо при дворе Умманигаша.
От времени его правления дошло несколько фрагментов его надписей и даже его изображение на одной из стел, правда, плохо сохранившееся. На этой стеле Аттахамити-Иншушинак утверждает, что он любил Сузы и его жителей и поэтому соорудил упомянутую стелу. Она изображает голову правителя в профиль. От пространной надписи сохранились лишь отдельные фрагменты, не позволяющие воспроизвести связное целое. Однако исходя из того, что удалось прочитать, всё же можно заключить, что Аттахамити-Иншушинак прежде всего опирался на горные районы вокруг Аяпира, ибо он называет местного бога Рухуратира своим богом. Но в надписи также упоминаются Хумпан и Иншушинак.
Аттахамитти-Иншушинак умер в 648 году до н. э. в Сузах.